# Beatrice Chanler
Beatrice Minerva Ashley Chanler (nacida Minnie W. Collins; 7 de mayo de 1880 – 19 de junio de 1946), también conocida como Minnie Ashley, fue una actriz de teatro, artista, y autora estadounidense. Participó activamente en actividades benéficas y filantrópicas durante la Primera Guerra Mundial y la Segunda Guerra Mundial.

## Primeros años y carrera teatral
Beatrice Chanler nació como Minnie W. Collins el 7 de mayo de 1881, hija de Eliza Collins y un padre desconocido, según la novelista Stephanie Dray. "Al principio, creía que iba a contar la historia de una benefactora de sangre azul nacida en Charlottesville, Virginia. En cambio, descubrí la historia de una hija ilegítima de inmigrantes irlandeses que vivió una infancia difícil en Boston. Y, de repente, la historia cobró mucho más sentido," declaró Dray al New York Post. El Post afirma que Ashley nació como "Minnie Collins" en Boston, hija de una viuda irlandesa-estadounidense llamada Eliza Collins. Cuando Minnie era pequeña, su madre se mudó con George Ashley y ella adoptó su apellido. El registro de nacimiento de Minnie W. Collins el 7 de mayo de 1880, hija de Eliza Collins en Dartmouth, Massachusetts, concuerda con esta historia. George Ashley murió poco después del octavo cumpleaños de Minnie, el 11 de mayo de 1888, en Boston.
Es probable que Ashley adoptara el segundo nombre de Minerva en honor a la tía de George Ashley, Minerva Crapo Lindley, que murió aproximadamente cuando George Ashley y Eliza Collins comenzaron a vivir juntos.
Apareció en producciones teatrales de Broadway y Londres como Minnie Ashley desde 1893 hasta 1902. Comenzó su carrera como actriz en 1893 (a los 12 años) como miembro del coro en 1492 Up to Date, de R. A. Barnet, producida en Broadway por Edward E. Rice. Luego fue suplente de Edna Wallace Hopper en la opereta El Capitan (1896), de John Philip Sousa, protagonizada por DeWolf Hopper. Al verano siguiente se casó con William Sheldon, un actor, del que se separó a los pocos meses.
Su futuro esposo, William A. Chanler, la vio por primera vez en 1902 en la producción de A Country Girl, protagonizada por C. Hayden Coffin en el teatro Augustin Daly de Londres. Para entonces, Ashley ya era muy conocida tras aparecer en The Geisha (1896), The Circus Girl (1897), A Greek Slave (1899) y San Toy (1900 y 1902). Ashley estaba ansiosa por abandonar su carrera teatral debido al deterioro de su vista como consecuencia de la exposición prolongada a las luces de arco del teatro.
En 1911, tras una década de ausencia de los escenarios, Ashley volvió brevemente a la interpretación, retomando su papel de Madame Sophie en "A Country Girl."

## Matrimonios e hijos

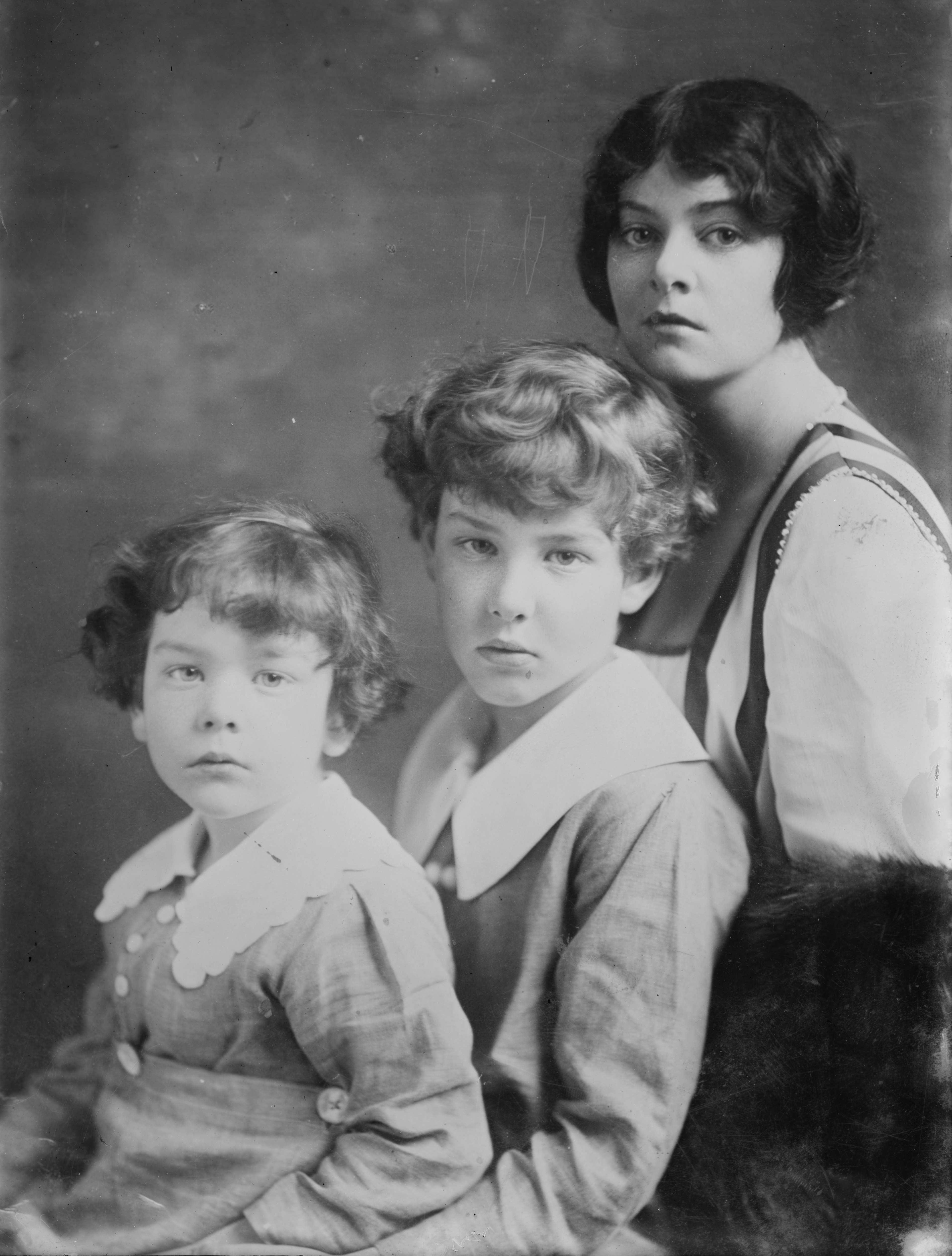
Chanler con sus dos hijos

Minnie Ashley fue cortejada tanto por William Randolph Hearst como por William A. Chanler. Durante este cortejo, a pesar de la protección de los secretarios de la Hearst Corporation, Chanler irrumpió en la oficina de Hearst y le dio un puñetazo en la nariz, ganándose finalmente el afecto y la mano de Miss Ashley. Ashley se casó con Chanler el 4 de diciembre de 1903 en la Iglesia Episcopal de San Jorge, en Manhattan. La unión fue controvertida, ya que la familia de Chanler desaprobaba su decisión de casarse con una actriz y debido al divorcio anterior de Ashley. La pareja pasó su luna de miel en el Caribe a bordo del yate Sanibel, recientemente adquirido por Chanler.
Tuvieron dos hijos:
- William Astor Chanler, Jr. (1904–2002), un historiador público.[18][19][16]
- Sidney Ashley Chanler (1907–1994), un ejecutivo de relaciones públicas que en 1934 se casó con la princesa María Antonia de Braganza. (1903–1973), hija de el duque de Braganza y de la princesa María Teresa de Löwenstein-Wertheim-Rosenberg[20][21]

En 1909, Willie expresó su deseo de ir a Libia para luchar junto a los sanusíes contra Italia en la guerra ítalo-turca. Cuando Beatrice se opuso, recordándole que tenía una familia que mantener y que no podía arriesgar su vida tan fácilmente, Willie revisó su testamento y cedió la mayor parte de su patrimonio a su esposa y sus hijos en fideicomiso. Sin embargo, Beatrice seguía insatisfecha, sobre todo porque la afición de Willie por la bebida se había convertido en un problema. En otoño de 1909, Willie y Beatrice se separaron en buenos términos. La separación nunca se formalizó legalmente y ella conservó su apellido durante el resto de su vida. Tras su separación, ella mantuvo una casa en París, en la margen izquierda, no lejos de la residencia de él, en la margen derecha, y se reunía con frecuencia con él hasta su muerte en 1934. Se relacionaba con miembros destacados de la comunidad teatral de París y se hizo muy amiga de Arturo Toscanini y Lionel Barrymore. En 1939 se trasladó a la ciudad de Nueva York.

## Carrera artística y filantrópica
Tras separarse de su esposo, se convirtió en escultora, y estudió con George Gray Barnard. En 1912 realizó un friso de 122 metros de largo para la planta baja del Vanderbilt Hotel, situado en el 4 Park Avenue, en Nueva York.

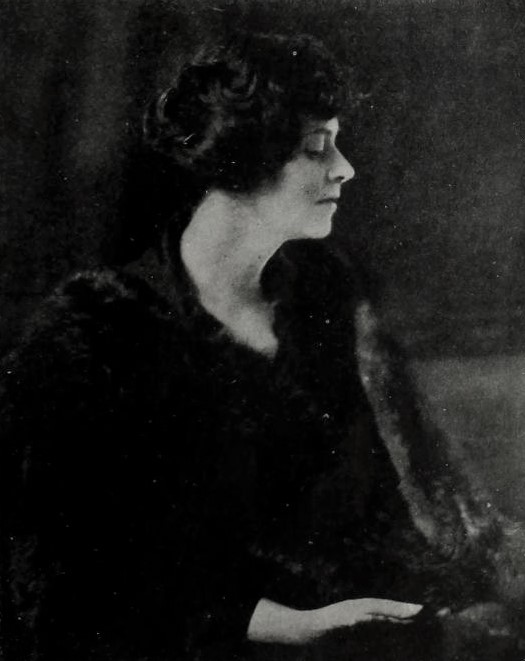
Chanler en 1921

 En 1915, su esposo Willie fue amputado de una pierna en el Hospital Americano de París y Beatrice llevó a sus hijos a visitarlo. El hospital estaba lleno de heridos de guerra del frente occidental, lo que la inspiró a involucrarse en actividades filantrópicas. En 1917, se ofreció como voluntaria para pasar cinco meses en Francia y en junio declaró al New York Times:

En cuanto a las regiones devastadas que visité, la terrible devastación y desolación son casi inconcebibles... Visité las regiones saqueadas de Pozières y Bapaume, donde no quedaba nada más que árboles carbonizados en el lugar donde antes había un pueblo, y un terreno llano que se había convertido en ondulado por el fuego de los proyectiles. Nos encontramos con un lugar llamado Cemetery of the Tanks. Allí yacían los restos destrozados de diez tanques, cuyos cascos parecían barcos naufragados en el mar. Miles de granadas de mano, muchas de ellas sin explotar, yacían a nuestro alrededor.

Más tarde ese mismo año, cofundó y dirigió el French Heroes Lafayette Memorial Fund con sede en el Château de Chavaniac, en Auvernia. El castillo sirvió como escuela, orfanato y preventorio para el cuidado de niños pretuberculosos, frágiles y desnutridos, así como museo de la vida y la familia del marqués de La Fayette. Durante la Segunda Guerra Mundial, el castillo se utilizó como escondite secreto para niños judíos.
Al final de su vida se convirtió en escritora y publicó una novela literaria en francés en 1927. También investigó exhaustivamente (en París y Argel) para escribir una biografía de la hija de Cleopatra en 1934, citando referencias en inglés, francés, alemán, latín y griego.
Durante la Segunda Guerra Mundial fue presidenta de dos organizaciones de ayuda humanitaria, Friends of Greece y Committee of Mercy, y también fue miembro del comité del National Allied Relief Committee, la League of the Allies, Relief of Belgian Prisoners in Germany, el American Fund for the Heroes of France and Her Allies, la American Branch of the French Actors' Fund y el Russian War Relief Committee. Por su labor filantrópica durante la Primera Guerra Mundial fue condecorada como Caballero de la Legión de Honor y por su labor durante la Segunda Guerra Mundial se le concedió (a título póstumo) la Orden del Fénix griega.

## Muerte
Beatrice Chanler falleció el 19 de junio de 1946 a bordo de un tren que iba de Nueva York a Portland, Maine, donde se dirigía para inaugurar su residencia de verano en Islesboro, Maine. Su funeral se retrasó para dar tiempo a que su condecoración de la Orden del Fénix fuera enviada desde Atenas y colocada sobre su ataúd, junto con su cruz de la Legión de Honor.

## Galería

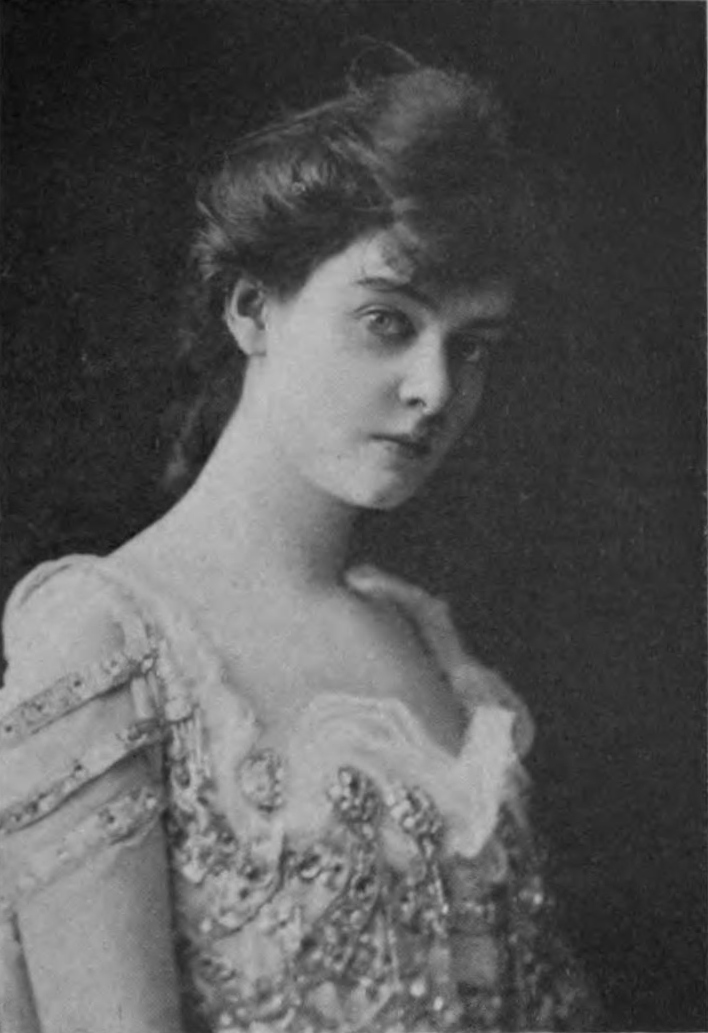
Beatrice Minerva "Minnie" Ashley, tal y como apareció durante una producción de San Toy
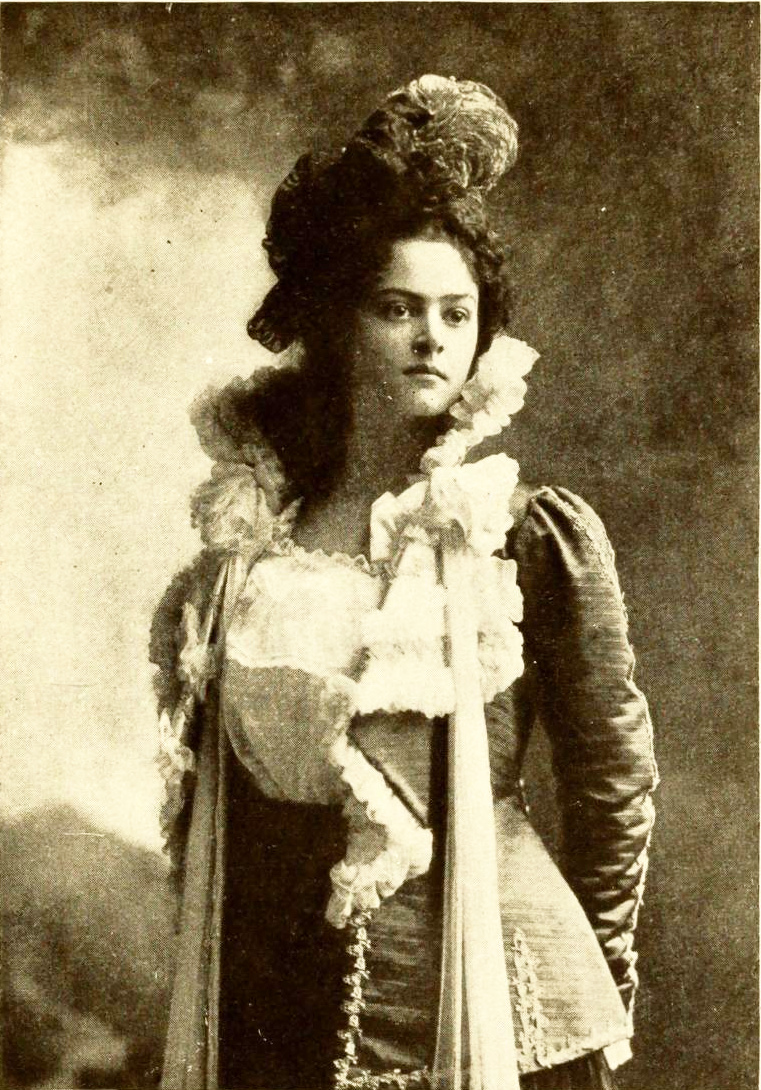
Minnie Ashley en 1900, de Famous Prima Donnas (1900) por Lewis C. Strang
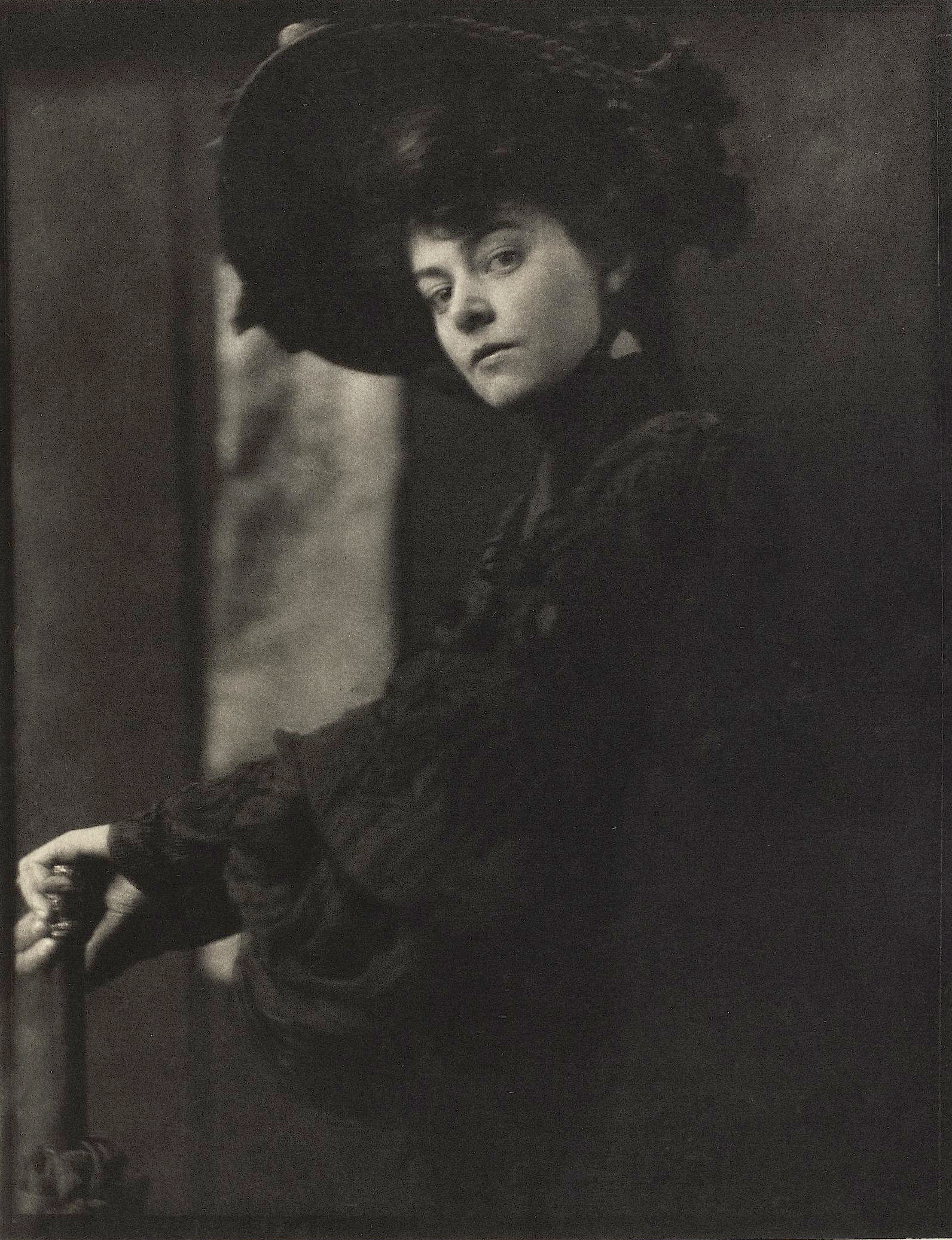
Beatrice Chanler en abril de 1905. Retrato por Gertrude Käsebier
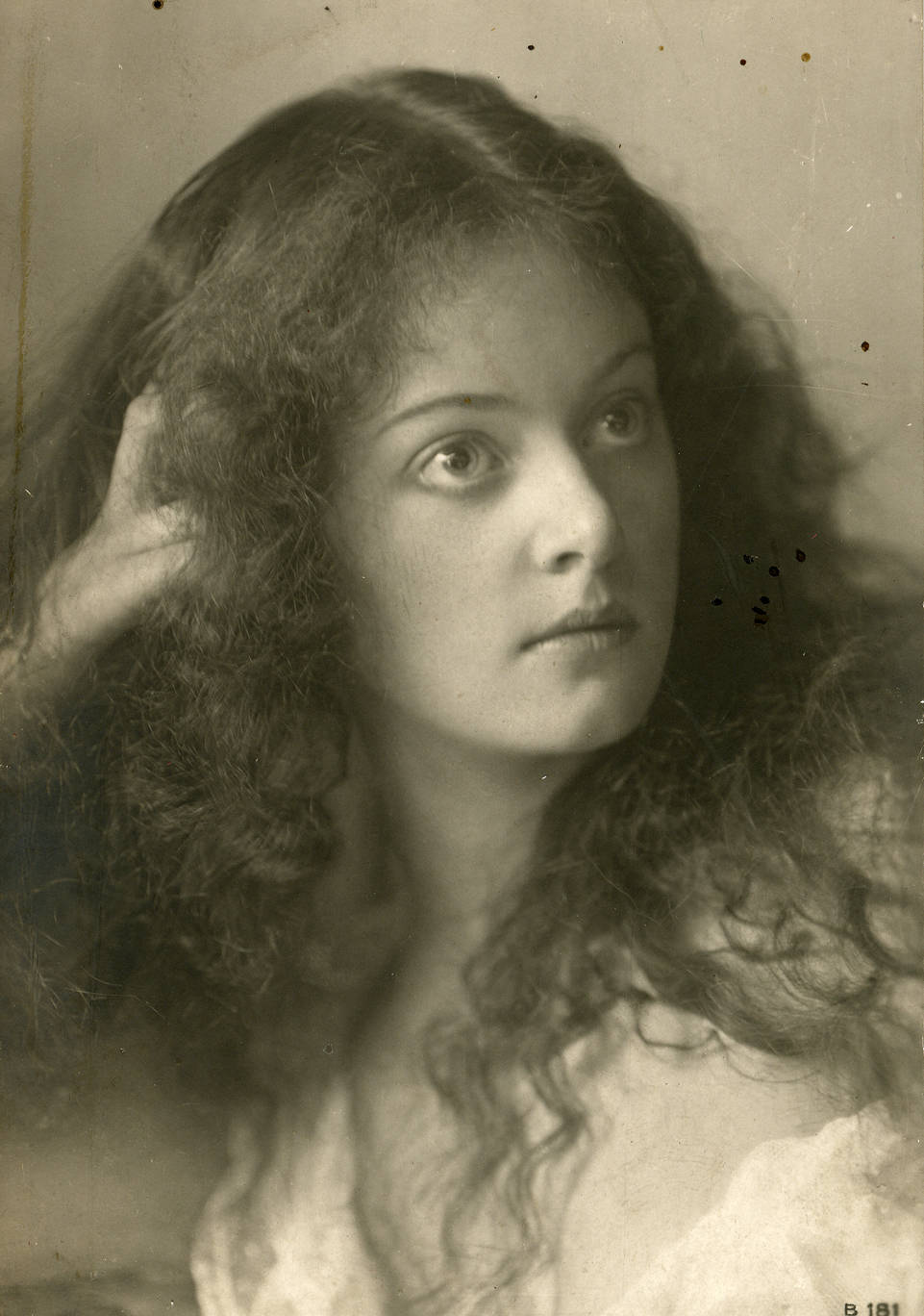
Beatrice Ashley Chanler en 1908
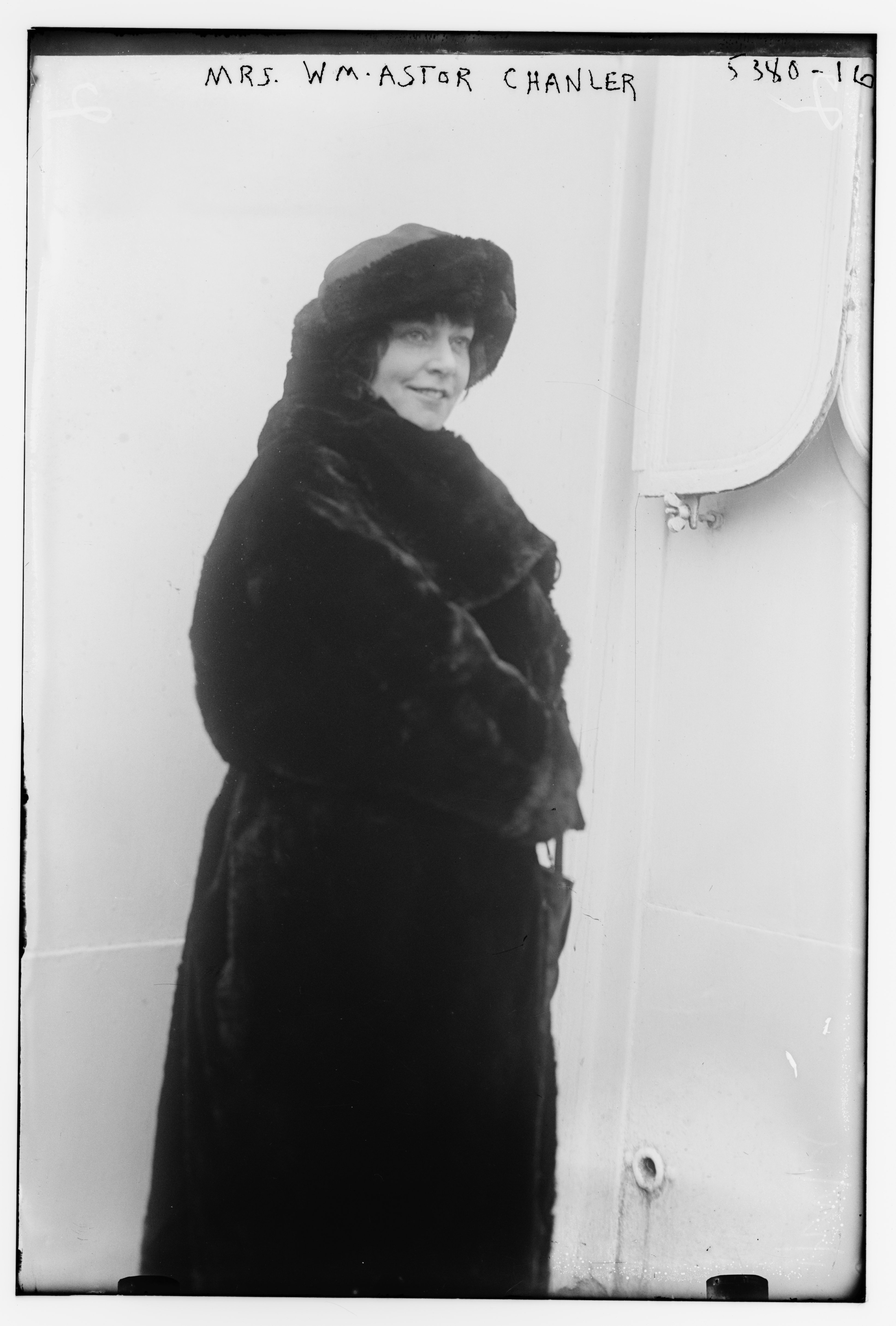
Beatrice Ashley Chanler de camino a visitar Francia, alrededor de 1915.
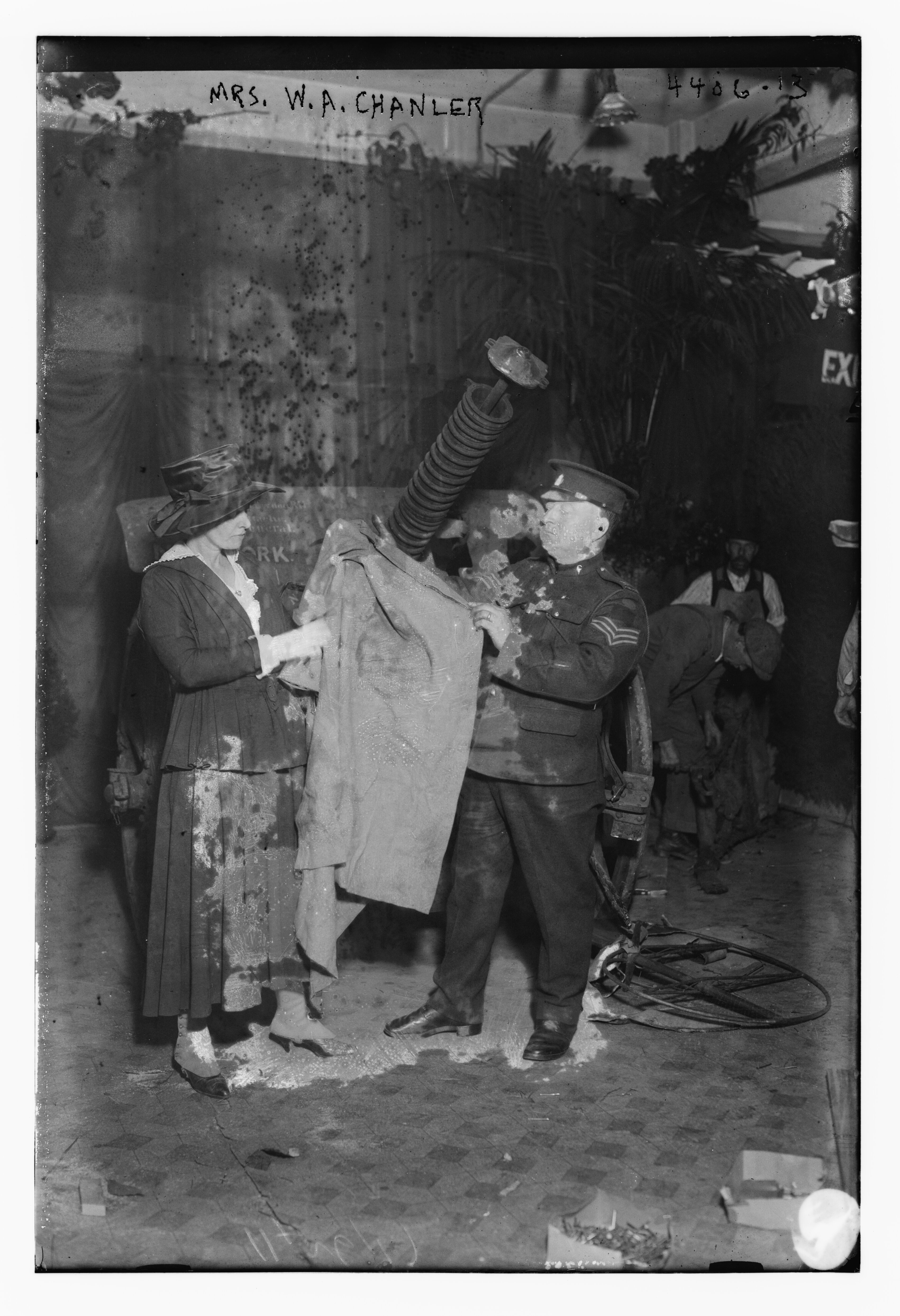
Beatrice Ashley Chanler de visita en Francia, en algún momento entre 1915 y 1920.